# Somaliska
Somaliska eller somali (somaliska: af-Soomaali) är ett afroasiatiskt språk av den östkushitiska undergruppen som talas i Somalia och i närliggande områden i Djibouti, Etiopien och Kenya. Inbördeskrig och migration har gjort att talare av språket numera finns över hela världen.
Somaliskan är närmast släkt med oromo och afar. Genom nära kontaker med den islamiska arabvärlden har somaliskan fått en stor mängd lånord från arabiskan. Det finns också en del lånord från kolonialmakternas språk engelska och italienska. I jämförelse med andra kushitiska språk är somaliska relativt väl studerat. Den första vetenskapliga publikationen som redogör för somaliskan utkom 1870.
Somaliskan är med stor sannolikhet Afrikas de facto tionde största språk, efter arabiskan, swahili, hausa, oromo, igbo, fula, amhariskan, yoruba och malagassiskan.

## Fonologi
Standardsomaliska har 22 konsonantfonem, 10 enkla vokalfonem (som kan realiseras som långa resp. korta) och 2 diftonger (ay/ey resp. aw/ow; stavningen är inte etablerad). Vokalerna har kontrastiv vokallängd, och språket använder sig av vokalharmoni. Somaliska har en ordtonsystem av samma typ som svenskans accentsystem.

### Konsonanter
Standardsomaliska har 22 konsonantfonem.
|             | Bilabial | Bilabial | Labio- dental | Labio- dental | Dental | Dental | Alveolar | Alveolar | Palato- alveolar | Palato- alveolar | Retroflex | Retroflex | Palatal | Palatal | Velar | Velar | Uvular | Uvular | Faryngal | Faryngal | Glottal | Glottal |
| ----------- | -------- | -------- | ------------- | ------------- | ------ | ------ | -------- | -------- | ---------------- | ---------------- | --------- | --------- | ------- | ------- | ----- | ----- | ------ | ------ | -------- | -------- | ------- | ------- |
| Klusil      |          | b        |               |               | t      | d      |          |          |                  |                  |           | ɖ         |         |         | k     | g     |        | ɢ      |          |          | ʔ       |         |
| Nasal       |          | m        |               |               |        |        |          | n        |                  |                  |           |           |         |         |       |       |        |        |          |          |         |         |
| Frikativa   |          |          | f             |               |        |        | s        |          | ʃ                |                  |           |           |         |         |       |       | χ      |        | ħ        | ʕ        | h       |         |
| Affrikata   |          |          |               |               |        |        |          |          | tʃ               |                  |           |           |         |         |       |       |        |        |          |          |         |         |
| Tremulant   |          |          |               |               |        |        |          | r        |                  |                  |           |           |         |         |       |       |        |        |          |          |         |         |
| Approximant |          | w        |               |               |        |        |          |          |                  |                  |           |           |         | j       |       |       |        |        |          |          |         |         |
| Lateral     |          |          |               |               |        |        |          | l        |                  |                  |           |           |         |         |       |       |        |        |          |          |         |         |

/ɖ/ är en tonande retroflex klusil. Vissa fonetiker hävdar att åtminstone för vissa talare är den implosiv. Den kan också tidvis realiseras som flappen [ɾ] i intervokalisk position, det vill säga mellan två vokaler.
De tonlösa klusilerna /t/ och /k/ realiseras alltid aspirerat, det vill säga som [t̪ʰ] respektive [kʰ].
Den uvulara frikativan /χ/ uttalas ofta som [x], det vill säga som en tonlös velar frikativa. Detta fonem förekommer enbart i lånord från arabiska. Om dessa ord assimileras något mer till somalisk fonologi, så ersätts ljudet med klusilen /ɢ/.
Den tonande faryngala frikativan /ʕ/ kan uttalas med knarrig röst.
/r/ uttalas ofta med läckande röst och kan vara delvis avtonat. Mellan vokaler kan fonemet uttalas som ett enkelt slag.

### Vokaler
Somaliska har 20 enkla vokaler (monoftonger). Fem grundläggande former särskiljs i främre och bakre former. Dessa 10 former förekommer sedan som långa och korta, vilket ger totalt 20 fonem. Vokalkvalitén påverkas inte i någon högre grad av vokallängdsskillnader.
|                                                          | Korta främre | Långa främre | Korta bakre | Långa bakre |
| -------------------------------------------------------- | ------------ | ------------ | ----------- | ----------- |
| Sluten främre orundad / Halvsluten halvfrämre orundad    | i            | iː           | ɪ           | ɪː          |
| Mellansluten främre orundad / Mellanöppen främre orundad | e            | eː           | ɛ           | ɛː          |
| Halvöppen främre orundad / Öppen bakre orundad           | æ            | æː           | ɑ           | ɑː          |
| Mellanöppen central rundad / Mellanöppen bakre rundad    | ɞ            | ɞː           | ɔ           | ɔː          |
| Sluten central rundad / Sluten bakre rundad              | ʉ            | ʉː           | u           | uː          |

På samma sätt kan de fem grundläggande diftongformerna förekomma bakre och främre versioner och i långa och korta vad gäller det första elementet i diftongen. Ett undantag är /ɞi/ som inte tycks förekomma i någon bakre version.
| Korta främre | Långa främre | Korta bakre | Långa bakre |
| ------------ | ------------ | ----------- | ----------- |
| æi           | æːi          | ɑɪ          | ɑːɪ         |
| æʉ           | æːʉ          | ɑu          | ɑːu         |
| ei           | eːi          | ɛɪ          | ɛːɪ         |
| ɞi           | ɞːi          | ɔɪ          | ɔːɪ         |
| ɞʉ           | ɞːʉ          | ɔu          | ɔːu         |

### Ton
Om så behövs så kan ton anges i skriven somaliska på följande sätt:
- akut accent - hög ton
- grav accent - låg ton
- circumflex - fallande ton

Toner på långa vokaler anges på den första vokalsymbolen.
Somaliska använder sig av ordton för att göra grammatiska distinktioner, men inte för lexikala distinktioner. På så sätt kan singular och plural, eller maskulinum och femininum åtskiljas med hjälp av ordton. Till exempel: ínan ("pojke") och inán ("flicka"). Detta kan vid första åsyn verka vara en lexikal skillnad, men utgör del av ett mönster för att skilja maskulinum och femininum åt som används även i ord såsom daméer ("åsnehingst") och dameér ("åsnesto").
Tonens roll i somaliska har varit föremål för debatt under mycket lång tid. Numera verkar konsensus ha utkristalliserats till följande:
I somaliska är det moran som bär tonen, inte själva vokalen. En lång vokal eller en diftong består av två mora och kan sålunda bära två toner. Varje mora definieras som varande i hög eller låg ton. I varje enskilt ord kan enbart en hög ton förekomma, och denna måste ligga på den sista eller näst sista moran. Partiklar, i vilken grupp prepositioner, klitiska pronomen, opersonliga subjektpronomen och fokusmarkörer ingår, kan ej ha hög ton. Sålunda finns det tre möjliga accentmönster i ordrötter.
Fonetiskt finns det tre toner: hög, låg och fallande. Regler:
1. På en lång vokal eller en diftong realiseras en sekvens av hög och låg som en fallande ton.
2. På en lång vokal eller en diftong realiseras en sekvens av låg och hög som hög-hög (tidvis stigande).

Sådan användning av ton kan betecknas som ordaccent, som även oromo har.
Betoning är nära förknippad med ordton. Den höga tonen tar huvudsaklig betoning, fallande sekundär betoning och låg ton är obetonad.

### Fonotax
Följande stavelsestrukturer är möjliga (V=vokal, K=konsonant):
- V
- KV
- VK
- KVK

Rotmorfem är vanligen en- eller tvåstaviga.
Konsonantkombinationer kan ej förekomma först eller sist i ett ord, det vill säga de förekommer enbart i stavelsegränser inuti ett ord. Följande konsonanter kan gemineras: /b/, /d/, /ɖ/, /g/, /ɢ/, /m/, /n/, /r/ and /l/. Följande kan inte gemineras: /t/, /k/ samt frikativorna.
Två vokaler kan inte förekomma i sekvens vid stavelsegränser, utan en epentetiska konsonanter som [j] och [ʔ] skjuts därför in emellan dem.
/tʃ/ förekommer i stavelsefinal position enbart i arabiska lånord.

### Fonologiska processer

#### Allofoner
- De tonande klusilerna (/b/, /d/, /g/ och /ɢ/) avtonas när de förekommer först och sist i ett ord. Mellan två vokaler blir de frikativor.
- De tonlösa klusilerna /t/ och /k/ realiseras som [d] och [g] i stavelsefinal position, det vill säga de blir tonande.
- /m/ realiseras som [n] i stavelsefinal position.
- /tʃ/ verkar ha tämligen fri variation mellan [tʃ] och [dʒ].
- Mellan vokaler brukar /h/ realiseras tonande som [ɦ].
- Alla vokaler blir nasalerade före eller efter en nasal konsonant.

#### Epentes
När en vokal uppträder i först i ett ord föregås den av en glottal klusil, ([ʔ]).

#### Elision
Trestaviga rötter med stavelsestrukturen (K)VKVKV där den andra vokalen är kort eliderar denna andra vokal till strukturen (K)VKKV förutom när detta skulle innebära att /t/ eller /k/ skulle hamna sist i en stavelse eller gemineras.

#### Vokalharmoni
Ordrötter undergår en främre–bakre vokalharmoni. Det finns också en vokalharmonisk process som involverar enheter större än ett ord, och som kallas för "harmoniska grupper".

## Dialekter
Saeed (1999) delar in de somaliska dialekterna i tre grupper: nordlig, benaadir och maay. Nordlig somaliska (eller nordlig-central somaliska) kan anses vara standardsomaliska, och det är den som används i till exempel radioutsändningar från somaliska radiostationer. 
Benaadirsomaliska dialekter kallas också kustsomaliska, då de talas längs Banaadirkusten, från Cadale till söder om Baraawe, inklusive Mogadishu. Det finns fler fonem i kustdialekterna än i standardsomaliska.
I södra Somalia bor folkgrupperna digil och mirifle (kallas även rahanwayn). De språkvarianter som dessa grupper talar kan enligt nyare studier (Diriye Abdullahi, 2000) ej förstås av många talare av somaliska. Den viktigaste dialekten för dessa folkgrupper är maay, men här finns även jiido, dabare, garre och central tunni. Den dialekt som är mest svårförståelig för talare av standardsomaliska är jiido. Maaydialekterna skiljer sig från de övriga dialektgrupperna är att de saknar faryngala fonem. Dessutom ersätts det retroflexa /ɖ/ av /r/ i vissa positioner.

## Alfabet
Somaliskan i Somalia fick inte ett officiellt alfabet förrän 1972, i ett försök att öka läs- och skrivkunnigheten. Somaliska hade skrivits tidigare, med bland annat det arabiska alfabetet, men huvudsakligen hade man i området använt sig av främmande språk för skriven kommunikation: först arabiska, sedan under kolonialtiden italienska och engelska. De ständigt pågående konflikterna har dock försvårat arbetet med läs- och skrivkunnigheten, och en FN-rapport från 2001 angav att blott sjutton procent av den vuxna befolkningen kunde läsa och skriva.